# Kakou (Torodi)
Kakou (auch: Kakkou) ist ein Dorf in der Landgemeinde Torodi in Niger.

## Geographie
Das von einem traditionellen Ortsvorsteher (chef traditionnel) geleitete Dorf liegt am rechten Ufer des Flusses Sirba. Es befindet sich etwa 72 Kilometer westlich des urbanen Zentrums von Torodi, des Hauptorts der gleichnamigen Landgemeinde und des gleichnamigen Departements Torodi, das zur Region Tillabéri gehört. Zu den Siedlungen in der näheren Umgebung von Kakou zählen Alfassi im Nordwesten, Bolsi im Nordosten, Kodjaga im Südosten, Dogona Boborgou Saba im Südwesten und Déba im Westen.
Das Dorf ist Teil der Übergangszone zwischen Sahel und Sudan. Die durchschnittliche jährliche Niederschlagsmenge beträgt hier zwischen 500 und 600 mm.

## Geschichte

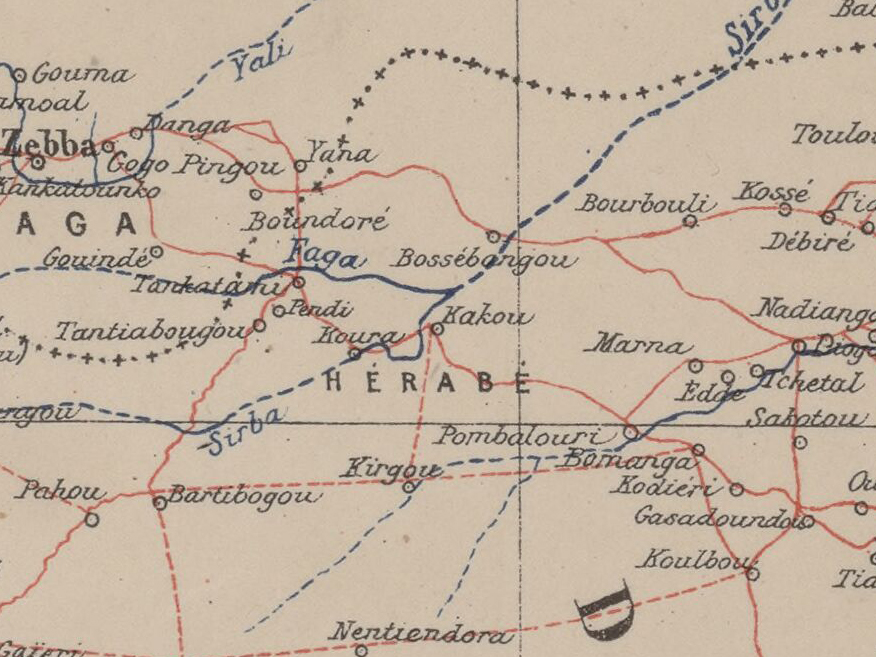
Ausschnitt einer Karte von 1903 mit Kakou im Zentrum

Der französische Offizier Parfait-Louis Monteil besuchte Kakou im Juli 1891 bei seiner großen Westafrika-Reise. Er hob die Gastfreundlichkeit der im Dorf lebenden Songhai hervor.
Untersuchungen in den 1960er Jahren zufolge trat im Einzugsgebiet der Sirba nahe der Staatsgrenze die vernachlässigte tropische Krankheit Onchozerkose gehäuft auf. Das Dorf Kakou war davon besonders betroffen.
In der Grenzregion zu Burkina Faso kam es ab Januar 2022 zu einer deutlichen Verschlechterung der Sicherheitslage durch Angriffe bewaffneter Gruppen auf Zivilisten und Sicherheitskräfte. Mitte Mai 2022 töteten bewaffnete Gruppen etwa zehn Zivilisten in Kakou, woraufhin Dorfbewohner unter anderem in die Gemeindehauptorte Torodi und Makalondi flohen. Nach entsprechendem Einwirken des Staatspräsidenten Mohamed Bazoum kehrten Geflüchtete Ende Mai 2022 freiwillig in ihr Heimatdorf zurück.
Mutmaßliche Mitglieder der Terrororganisation Dschamāʿat Nusrat al-Islām wa-l-Muslimīn töteten am 10. November 2023 in Kakou zehn Zivilisten und entführten elf weitere.

## Bevölkerung
Bei der Volkszählung 2012 hatte Kakou 452 Einwohner, die in 87 Haushalten lebten. Bei der Volkszählung 2001 betrug die Einwohnerzahl 392 in 42 Haushalten und bei der Volkszählung 1988 belief sich die Einwohnerzahl auf 2079 in 242 Haushalten.

## Wirtschaft und Infrastruktur
Es gibt eine Schule im Dorf.